# Дандас (Минесота)
Дандас (енгл. Dundas) град је у америчкој савезној држави Минесота.

## Демографија
По попису из 2010. године број становника је 1.367, што је 820 (149,9%) становника више него 2000. године.
| Група             | 2000.       | 2010.         |
| Белци             | 524 (95,8%) | 1.253 (91,7%) |
| Афроамериканци    | 7 (1,3%)    | 9 (0,7%)      |
| Азијати           | 0 (0,0%)    | 22 (1,6%)     |
| Хиспаноамериканци | 13 (2,4%)   | 63 (4,6%)     |
| Укупно            | 547         | 1.367         |